# Mordellistena bifasciata
Mordellistena bifasciata är en skalbaggsart som beskrevs av Ray 1936. Mordellistena bifasciata ingår i släktet Mordellistena och familjen tornbaggar. Inga underarter finns listade i Catalogue of Life.